# Galaxina
Galaxina (titlu original: Galaxina) este un film SF, parodie, american din 1980 regizat de William Sachs. În rolurile principale joacă actorii Stephen Macht, Avery Schreiber, James David Hinton și Dorothy Stratten. Actrița din rolul titular, Dorothy, care a fost PlayboyPlaymate of the Year în 1980, a fost ucisă la scurt timp după premiera filmului de către soțul ei, Paul Snider.

## Distribuție
- Stephen Macht ca Sgt. Thor
- Avery Schreiber ca Captain Cornelius Butt
- James David Hinton ca Buzz
- Dorothy Stratten ca Galaxina
- Lionel Mark Smith ca Maurice
- Tad Horino ca Sam Wo
- Ronald J. Knight ca Ordric
- Percy Rodrigues ca vocea lui Ordric
- Herb Kaplowitz ca Rock Eater / Kitty / Ugly Alien Woman
- Nancy McCauley ca Elexia
- Fred D. Scott ca  Commander Garrity
- George Mather ca  Horn Man
- Susan Kiger ca Blue Girl
- Rhonda Shear ca Mime / Robot